# Yele (langue)
Pour les articles homonymes, voir Yele.
Le yele, ou yélî dnye, est une langue papoue de Papouasie-Nouvelle-Guinée. Ses locuteurs sont au nombre de 3 750 (1998). Ils habitent la province de Milne Bay, dans le district de Misima, dans l'île de Rossel, qui fait partie de l'archipel des Louisiades.

## Classification
Le yele est une langue isolée. Ross (2005) suggère la possibilité d'une origine commune avec l'ata et l'anêm au sein d'une famille qu'il nomme les langues yele-nouvelle-bretagne occidentale.

## Sources
- (en) Malcolm Ross, 2005, Pronouns as a preliminary diagnostic for grouping Papuan languages, dans Andrew Pawley, Robert Attenborough, Robin Hide, Jack Golson (éditeurs) Papuan pasts: cultural, linguistic and biological histories of Papuan-speaking peoples, Canberra, Pacific Linguistics. pp. 15–66.